# Хаджар-Асвад (нохія)
Хаджар-Асвад (араб. ناحية الحجر الأسود) — нохія у Сирії, що входить до складу району Дарайя провінції Дамаск. Адміністративний центр — м. Хаджар-Асвад.